# Região Metropolitana de Berlim

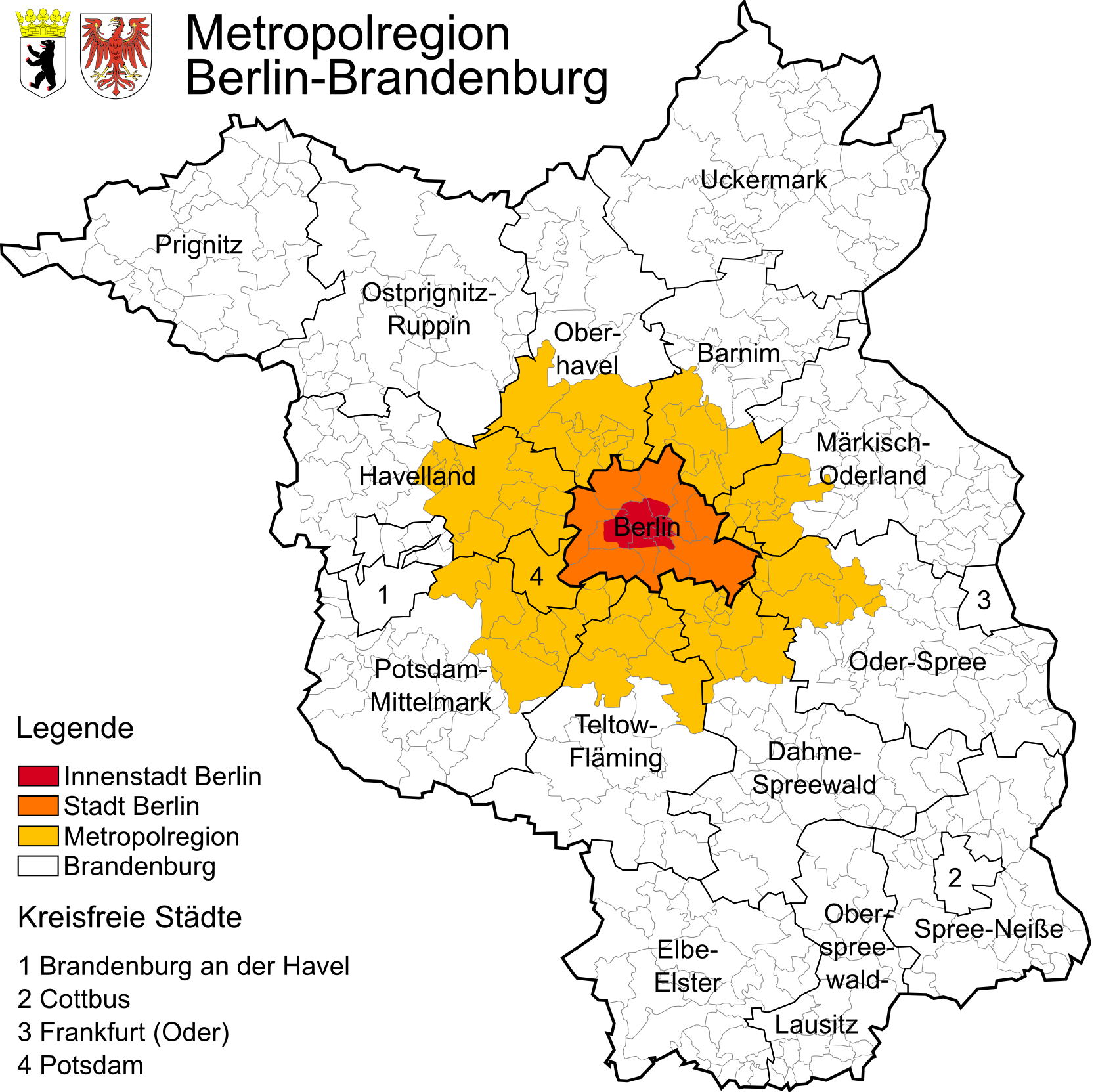
Mapa da região metropolitana de Berlim/Brandemburgo

A região metropolitana de Berlim/Brandemburgo (em alemão:  Metropolregion Berlin/Brandenburg) ou a região da capital (em alemão:  Hauptstadtregion Berlin-Brandenburg) é uma das onze regiões metropolitanas da Alemanha, composta por todos os territórios da cidade-estado de Berlim e pelo estado circundante de Brandemburgo. A região cobre uma área de 30.545 quilômetros quadrados e com uma população total de cerca de 6,2 milhões de pessoas.
Esta região metropolitana é distinta da imediata aglomeração de Berlim, chamada de "Berliner Umland" (em português: zona rural circundante de Berlim ou zona rural de Berlim), que inclui a cidade e os municípios próximos de Brandemburgo. O "Berliner Umland" é significativamente menor e muito mais densamente povoado do que a região metropolitana, abrigando a grande maioria da população da região em uma fração de sua área total.

## Geografia
Berlim e Potsdam contribuem com mais de 80% da população total da região. A área de Brandemburgo é caracterizada por assentamentos suburbanos nos limites da cidade de Berlim e pequenas cidades na área rural externa.
Além de Berlim e Potsdam, o "Berliner Umland" é composto pelas seguintes 67 municipalidades:
- Barnim: Ahrensfelde, Bernau, Panketal, Rüdnitz, Wandlitz, Werneuchen.
- Dahme-Floresta do Espreia: Bestensee, Eichwalde, Heidesee, Königs Wusterhausen, Mittenwalde, Schönefeld, Schulzendorf, Wildau, Zeuthen.
- Havelland: Brieselang, Dallgow-Döberitz, Falkensee, Ketzin, Nauen, Paulinenaue, Pessin, Retzow, Schönwalde-Glien, Wustermark.
- Märkisch-Oderland: Altlandsberg, Fredersdorf-Vogelsdorf, Hoppegarten, Neuenhagen, Petershagen-Eggersdorf, Rüdersdorf, Strausberg.
- Alto Havel: Birkenwerder, Glienicke/Nordbahn, Hennigsdorf, Hohen Neuendorf, Kremmen, Leegebruch, Mühlenbecker Land, Oranienburg, Velten.
- Óder-Espreia: Erkner, Fürstenwalde, Gosen-Neu Zittau, Grünheide, Langewahl, Rauen, Schöneiche, Spreenhagen, Woltersdorf.
- Potsdam-Mittelmark: Beelitz, Borkheide, Groß Kreutz, Kleinmachnow, Michendorf, Nuthetal, Schwielowsee, Seddiner See, Stahnsdorf, Teltow, Werder.
- Teltow-Fläming: Blankenfelde-Mahlow, Großbeeren, Ludwigsfelde, Rangsdorf, Trebbin, Zossen.